# Chrysler F-58
La F-58 è un'autovettura mid-size prodotta dalla Chrysler nel 1926.

## Storia
Faceva parte della gamma più economica della Chrysler. Derivava da un precedentemente modello Maxwell che ebbe poco successo sui mercati. Tale marchio automobilistico fu acquistato da Walter Chrysler nel 1921 e venne liquidato nel 1925 con la nascita della Chrysler.
La vettura aveva montato di un motore a valvole laterali e quattro cilindri in linea da 3.045 cm³ di cilindrata che sviluppava 38 CV di potenza. Il propulsore era anteriore, mentre la trazione era posteriore. Il cambio era a tre rapporti e la frizione era monodisco a secco. Inizialmente i freni erano meccanici sulle ruote posteriori. In seguito essi divennero idraulici sulle quattro ruote.
Di Chrysler F-58 ne furono assemblati 81.089 esemplari.